# Jahodná

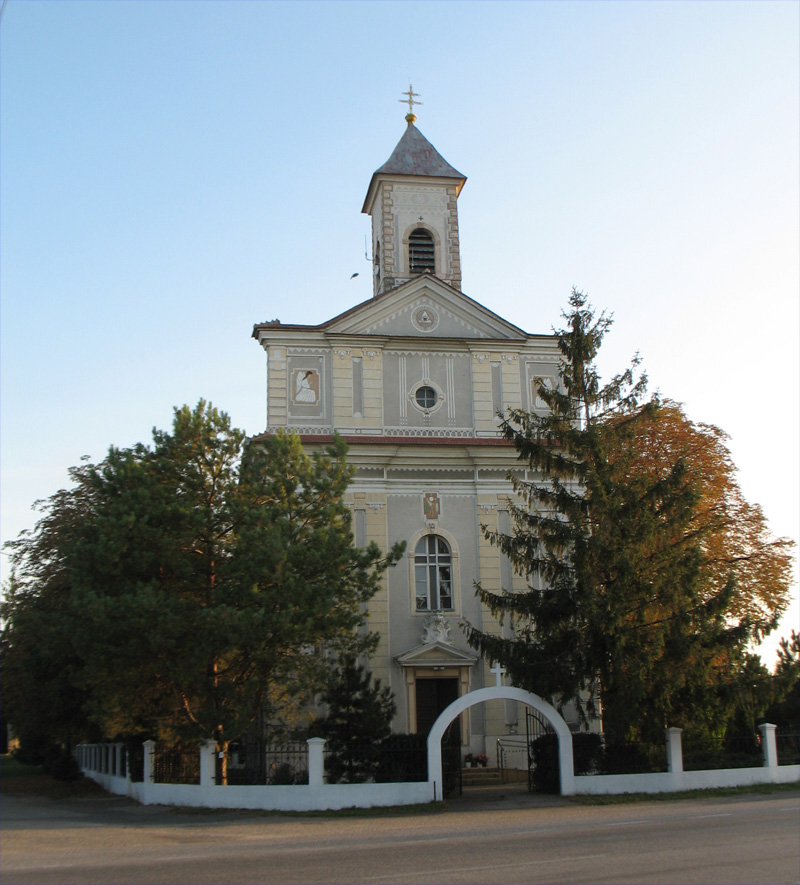
Kerk

Jahodná (Duits: Eperiesch) is een Slowaakse gemeente in de regio Trnava, en maakt deel uit van het district Dunajská Streda.
Jahodná telt 1.528 inwoners.